# Lithoxenus
Lithoxenus is een geslacht van rechtvleugeligen uit de familie sabelsprinkhanen (Tettigoniidae). De wetenschappelijke naam van dit geslacht is voor het eerst geldig gepubliceerd in 1951 door Bey-Bienko.

## Soorten
Het geslacht Lithoxenus omvat de volgende soorten:
- Lithoxenus grandis Tarbinsky, 1930
- Lithoxenus heptapotamica Pylnov, 1911
- Lithoxenus miramae Miram, 1940
- Lithoxenus nigrofasciatus Pravdin, 1979